# アンドリュー・ローズ
アンドリュー・ケナン・ローズ（Andrew Kenan Rose、1959年 - ）は、カナダ出身の経済学者。カリフォルニア大学バークレー校のB.T. ロッカジュニア冠名誉教授。専門は国際経済学、国際貿易論。

## 経歴
1977年にトロント大学トリニティカレッジに入学し、経済学と哲学を学ぶ。1981年に学士号を取得したあと、英国のオックスフォード大学で計量経済学と国際金融論を学ぶ。1983年に「カナダの外国為替への介入」という題目の論文で修士号を取得する。その後、マサチューセッツ工科大学に進み、1986年にジェリー・ハウスマン、スタンレー・フィッシャー、オリヴィエ・ブランチャード、ダニー・クアの指導を受けて計量経済学と金融政策論を学び、Ph.D.を取得する。その後、カリフォルニア大学バークレー校で長く教鞭をとり、2019年からシンガポール国立大学NUSビジネススクールの学部長を務めている。

## 研究
国際貿易、国際金融、金融政策の研究に取り組んでいる。特に、国際貿易の実証分析に取り組み、グラビティ・モデルを利用して通貨同盟が国際貿易に与える影響や、国の債務危機が国際貿易に与える影響について検証した。
以下の書籍を編集した。
- （ピーター・イザード、アサーフ・ラジン）International Finance and Financial Crises. Springer, 2000.
- （伊藤隆敏） Growth and Productivity in East Asia. University of Chicago Press, 2004.
- （伊藤隆敏） International Trade in East Asia. University of Chicago Press, 2005.
- （伊藤隆敏）Monetary Policy with very low Inflation  in the Pacific Rim. University of Chicago Press, 2006.
- （伊藤隆敏）Fiscal Policy and Management in East Asia. University of Chicago Press, 2007.
- （伊藤隆敏）International Financial Issues in the Pacific Rim. University of Chicago Press, 2008.
- （伊藤隆敏）Financial Sector Development in East Asia. University of Chicago Press, 2009.
- （伊藤隆敏）Economic Consequences of Demographic Change in East Asia. University of Chicago Press, 2010.
- （伊藤隆敏）Commodity Prices and Markets. University of Chicago Press, 2011.